# آدیلتون (بازیکن فوتبال، زاده ۱۹۷۷)
آدیلتون مارتینز بولزان (به پرتغالی: Adaílton Martins Bolzan) بازیکن فوتبال در پست مهاجم اهل برزیل است که در شهر Santiago و در تاریخ ۲۴ ژانویهٔ ۱۹۷۷ به دنیا آمده‌است.

## باشگاهی
آدیلتون مارتینز بولزان در تیم‌های فوتبال بولونیا، پارما، پاری سن ژرمن، هلاس ورونا و جنوا سابقهٔ حضور دارد.

## تیم ملی
این بازیکن همچنین در سال، ۱۹۹۶ – ۱۹۹۸ برای، Brazil U-20 به میدان رفته‌است